# Како да дресирате свог змаја 2
Како да дресирате свог змаја 2 (енгл. How to Train Your Dragon 2) је амерички рачунарски-анимирани акционо-фантастични филм из 2014. године слабо заснован на истоименој књизи Кресиде Кауел, продуциран од стране DreamWorks Animation-а и дистрибуиран од стране 20th Century Fox-а. Представља наставак филма Како да дресирате свог змаја из 2010. године и другио део у трилогији. Филм је написао и режирао Дин Деблоа и гласове глсвним улогама позајмљују Џеј Барушел, Џерард Батлер, Крејг Фергусон, Америка Ферера, Џона Хил, Кристофер Минц-Плас, Ти-Џеј Милер и Кристен Виг, заједно са новим улогама које представљају Кејт Бланчет, Џимон Хансу и Кит Харингтон. Филм се одвија пет година након првог филма, у коме се Штуцко и његови пријатељи појављују као младе кад упознају Валку, Штуцкову давно изгубљену мајку, и Драга Булдвиста, лудака који жели да освоји свет.
Филм Како да дресирате свог змаја 2 премијерно је приказан 16. маја 2014. године на Канском филмском фестивалу и издат је 13. јуна у Сједињеним Државама. Филм је издат 13. октобра 2014. године у Србији, од стране MegaCom Film-а. Српску синхронизацију радио је студио Moby. Филм је добио углавном позитивне критике због своје анимације, гласовне глуме, музике, акционих секвенци, емоционалне дубине и тамнијег, озбиљнијег тона у поређењу са својим претходником. Зарадио је преко 621 милион америчких долара широм света, што га је учинило 12. филмом са највећом зарадом у 2014. године. Зарадио је мање од свог претходника на америчким благајнама, али је на међународном нивоу имао бољи учинак. Освојио је Златни глобус за најбољи анимирани филм и био је номинован за Оскара за најбољи анимирани филм, који је освојио филм Град хероја. Освојио је шест награда Ени, укључујући најбољи анимирани филм. Финалди део трилогије, Како да дресирате свог змаја 3, издат је 22. фебруара 2019. године.

## Радња
Узбудљиво друго поглавље епске трилогије Како да дресирате свог змаја враћа нас у фантастични свет Штуцка и Безубог на острву Берк, пет година након што су се змајеви и Викинзи успешно помирили...

## Улоге
| Улога       | Оригинални глас     | Српски глас          |
| ----------- | ------------------- | -------------------- |
| Штуцко      | Џеј Барушел         | Предраг Васић        |
| Астрид      | Америка Ферера      | Милена Живановић     |
| Валка       | Кејт Бланчет        | Даница Максимовић    |
| Стаменко    | Џерард Батлер       | Александар Срећковић |
| Ждероња     | Крејг Фергусон      | Милан Милосављевић   |
| Рибоноги    | Кристофер Минц-Плас | Марко Мрђеновић      |
| Шмркавко    | Џона Хил            | Предраг Дамњановић   |
| Каменоглави | Ти-Џеј Милер        | Жељко Максимовић     |
| Каменоглава | Кристен Виг         | Марија Микић         |
| Драго       | Џимон Хансу         | Марко Кон            |
| Ерет        | Кит Харингтон       | Марко Марковић       |